# Richard A. Tonry
Richard Alvin Tonry (New Orleans, 25 giugno 1935 – Lumberton, 3 luglio 2012) è stato un politico statunitense, membro della Camera dei Rappresentanti per lo stato della Louisiana nel 1977.

## Biografia
Tonry studiò giurisprudenza presso la Loyola University New Orleans e, successivamente, svolse la professione di avvocato nel settore privato.
Entrato in politica con il Partito Democratico, nel 1976 ottenne un seggio all'interno della Camera dei rappresentanti della Louisiana, la camera bassa della legislatura statale.
Nello stesso anno, ufficializzò la sua candidatura per la Camera dei Rappresentanti nazionale, puntando al seggio lasciato dal deputato di lungo corso F. Edward Hébert. Tonry si aggiudicò le primarie e sconfisse poi nelle elezioni generali il repubblicano Bob Livingston; l'ex deputato democratico John Rarick, candidatosi come indipendente, raccolse circa il 9% dei voti espressi.
Tuttavia, poco dopo essere stato eletto deputato, Tonry fu formalmente indagato con l'accusa di aver accettato finanziamenti illeciti in campagna elettorale e aver tentato di riempire delle urne con delle schede a suo favore. Otto funzionari statali ammisero di aver commesso un broglio elettorale, fornendo 239 voti a nome di Tonry nelle primarie in cui aveva sconfitto il candidato favorito per 184 voti. Il deputato fu costretto a dimettersi dopo quattro mesi di servizio e vennero indette delle elezioni speciali per riassegnare il seggio, cui Tonry prese parte, venendo sconfitto già nelle primarie; il seggio andò poi a Bob Livingston.
Tonry ammise la propria colpevolezza e fu condannato a scontare sei mesi di detenzione nel carcere federale di Montgomery. Fu il primo ex membro del Congresso a finire in carcere per aver infranto le leggi federali sul finanziamento delle campagne elettorali.
Nel 1983, Tonry si candidò per il suo vecchio seggio nella legislatura statale, ma si piazzò al quarto ed ultimo posto nelle primarie, senza accedere quindi al ballottaggio.
Dopo aver lasciato la politica, riprese a svolgere l'attività di avvocato. Nel 1986 finì nuovamente sotto inchiesta per un caso di corruzione che riguardava un capo indiano e venne assolto solo perché la legge in questione non si applicava ai nativi americani.
Richard Tonry morì nella sua fattoria nel Mississippi nel 2012, all'età di settantasette anni.